# میگل برنال خیمنز
میگل برنال خیمنز (انگلیسی: Miguel Bernal Jiménez; ۱۶ فوریهٔ ۱۹۱۰ – ۲۶ ژوئیهٔ ۱۹۵۶) آهنگساز اهل مکزیک بود.